# Romy Saalfeld
Romy Saalfeld, född den 14 december 1960 i Weissenfels i Tyskland, är en östtysk roddare.
Hon tog OS-guld i fyra med styrman i samband med de olympiska roddtävlingarna 1980 i Moskva.